# Lago di Bientina
El lago di Bientina, también conocido como lago di Sesto, era un lago en Toscana, Italia. Situado al norte de la ciudad de Bientina, entre Lucca y Pisa, el lago ha estado históricamente sujeto a numerosos esfuerzos de drenaje debido a su tendencia a inundarse. Los primeros intentos de construcción de canales y drenaje en el siglo XVI se vieron obstaculizados por la conexión del lago con el río Arno, que a menudo provocó un reflujo e incluso un aumento de las inundaciones.
En el siglo XIX, por orden del Gran Duque Leopoldo II el lago fue totalmente recuperado y convertido en tierras de cultivo. Antes del drenaje, era el lago más grande de la Toscana. El antiguo lecho del lago está drenado por una serie de canales, que fluyen a través de un canal llamado La Botte ('El Barril') debajo del río Arno antes de desembocar en el Canale Imperiale ('Canal Imperial') y, posteriormente, el mar de Liguria.

## Geografía
El lago se encontraba en un amplio valle entre dos conjuntos de colinas, el Monte Pisano al oeste y el Monte Carlo al este. Desde la antigüedad, el Lago di Bientina tenía dos secciones: una gran área de agua permanente hacia el norte, conocida como Chiaro, y una zona pantanosa hacia el sur que drenaba en la estación seca, conocida como Padule. Debido a la poca profundidad del valle, el tamaño del Lago di Bientina variaba mucho de una temporada a otra, desde 16 km² durante tiempos de sequía severa hasta 96 km² durante inundaciones. En su área promedio de 36 km², era el lago más grande de la Toscana.
El lago se alimentaba desde el norte por el río Serchio, también conocido como el Auser. En el extremo sur, el Padule condujo a varios desagües que desembocaban en un pequeño río llamado Serezza , que desembocaba en el río Arno varios kilómetros más abajo, y posteriormente en el mar de Liguria.

## Historia temprana (hasta 1559)
Se han encontrado varias tumbas etruscas en el área que alguna vez estuvo cubierta por el lago, lo que indica que pudo haber estado en un nivel bajo en la antigüedad. Las primeras referencias a la existencia de un lago al norte de Bientina se remontan al siglo VII d. C. Existen historias de una ciudad romana llamada Sextum que fue sumergida para formar el lago, pero no hay evidencia documental de la existencia de esta ciudad. Sin embargo, se cree que los romanos construyeron canales para estimular el flujo hacia afuera del lago y el nivel del lago probablemente era bajo durante el período romano.
A lo largo de las orillas del lago durante todo el período medieval se encontraba la Abadía de San Salvatore, cerca de la ciudad de Sesto. Registrada por primera vez a mediados del siglo VIII, la abadía recibió inmunidad real por el emperador del Sacro Imperio Romano Germánico Otto III en 996 d. C. Controlaba tierras muy dispersas hasta Córcega. Sin embargo, los derechos de pesca en el lago, especialmente en el pantanoso Padule, estaban controlados por la ciudad de Bientina. A lo largo del período del Renacimiento y la Ilustración, el Lago di Bientina marcó el límite entre la ciudad-estado deLucca y la República de Florencia, posteriormente reemplazada por el Ducado de Toscana.

## Esfuerzos de drenaje (1560-1859)

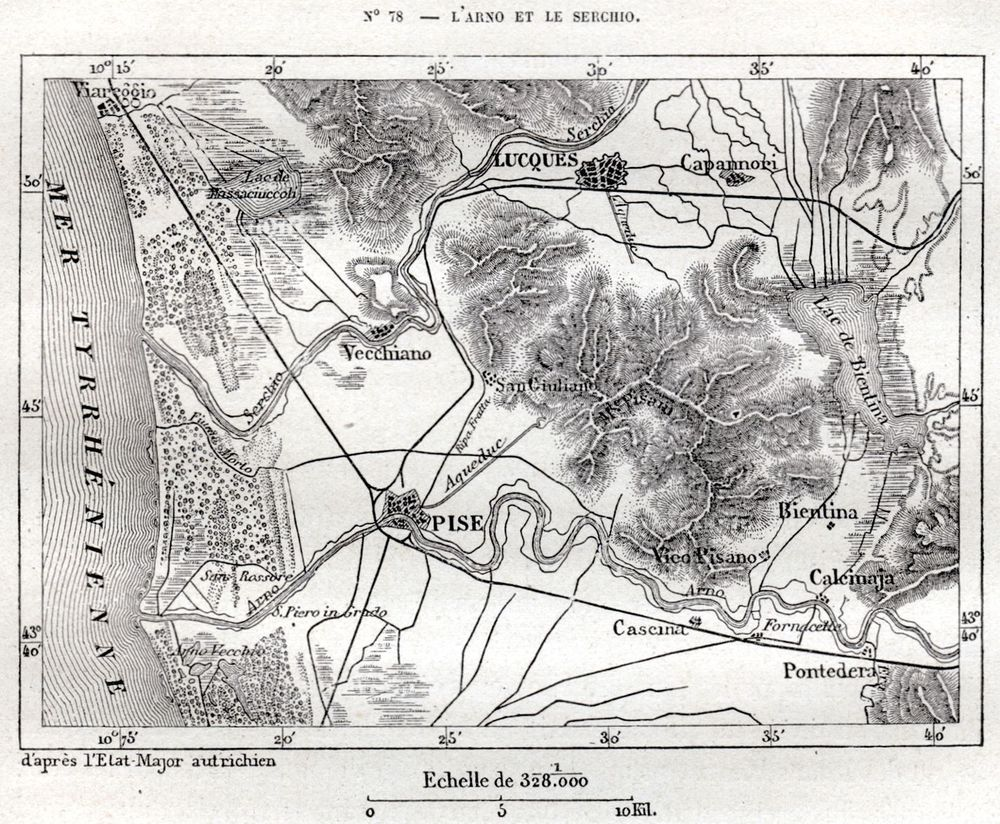
Mapa del lago di Bientina y zona aledaña a comienzos del 1800, antes de realizar drenajes.

Debido a las inundaciones regulares y al hecho de que el pantanoso Padule se asoció con la malaria, las discusiones sobre la mejora del drenaje del lago comenzaron en el siglo XVI. En 1560, el Medici Cosimo III Gran Duque de Florencia, acordó con el gobierno de Lucca cavar un canal nuevo, más amplio para el Serezza, el drenaje sur del lago hasta el Arno. Este trabajo se completó en agosto de 1562, rebajando considerablemente el nivel del lago y abriendo miles de acres para el cultivo. Posteriormente, el canal anterior del Serezza fue conocido como Serezza Vecchia ('Serezza antiguo'), y cerró. Sin embargo, debido a modificaciones posteriores en el curso del río Arno, el nuevo canal perdió rápidamente su eficacia y el  Antiguo Serezza tuvo que ser reabierto.
En el siglo XVIII, la población de la Toscana había crecido considerablemente y se volvió a prestar atención al proyecto de drenaje del Lago di Bientina con el fin de aumentar la cantidad de tierras agrícolas disponibles. Bajo la dirección del Gran Duque Francesco di Lorena, se cavaron varios canales más desde el lago hasta el Arno, diseñados por el ingeniero y matemático Leonardo Ximenes. Estos esfuerzos fueron estimulados por las graves inundaciones alrededor del lago en 1768, lo que llevó al gobierno de Lucchese a crear una comisión para abordar el problema. Sin embargo, cuando el Arno se inundó, como sucedía con frecuencia en ese momento, estos canales eran propensos a reflujo y, a veces, incluso provocaron un aumento de las inundaciones en el área alrededor del Lago di Bientina.

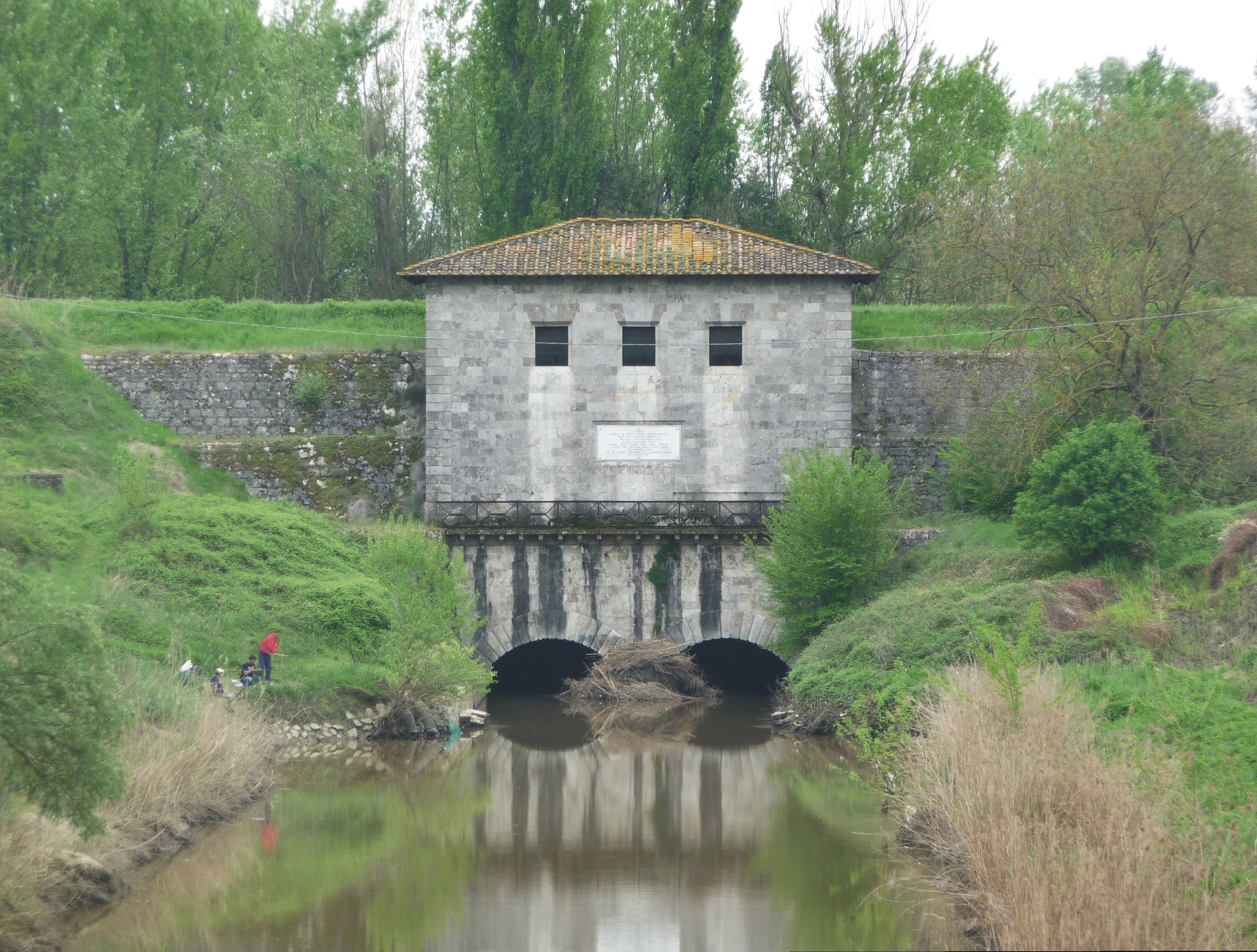
Vista contemporánea de La Botte, que conduce las aguas del valle de Bientina por debajo del Arno.

En esta época el lago era muy conocido por sus anguilas y su gran población de aves acuáticas, especialmente gansos. En 1837, las continuas disputas entre los gobiernos de Lucchese y Florencia sobre los derechos de pesca llevaron a la gente de Lucca a sugerir la construcción de un muro para dividir el lago en dos, pero esto nunca se llevó a cabo debido a su marcada impracticabilidad.
En 1852, el Gran Duque Leopoldo II ordenó la construcción de un conducto debajo del Arno para transportar las aguas del Lago di Bientina directamente al mar. Esta idea había sido propuesta por primera vez en 1699 por un ingeniero llamado Ciaccheri, pero no se llevó a cabo debido al alto costo. Entre 1852 y 1859 se excavó un nuevo canal, el Canale Imperiale, bajo la dirección del ingeniero Alessandro Manetti. Bajo el Arno se construyó el canal conocido como La Botte, consistente en un sifón de doble cañón de 250 metros de largo que fue inaugurado en diciembre de 1859. Esto completó en gran medida el drenaje del Lago di Bientina, eludiendo por completo el problemático Arno y drenando el valle del Lago di Bientina directamente al Mar de Liguria.

## Historia posterior al drenaje (1860-presente)

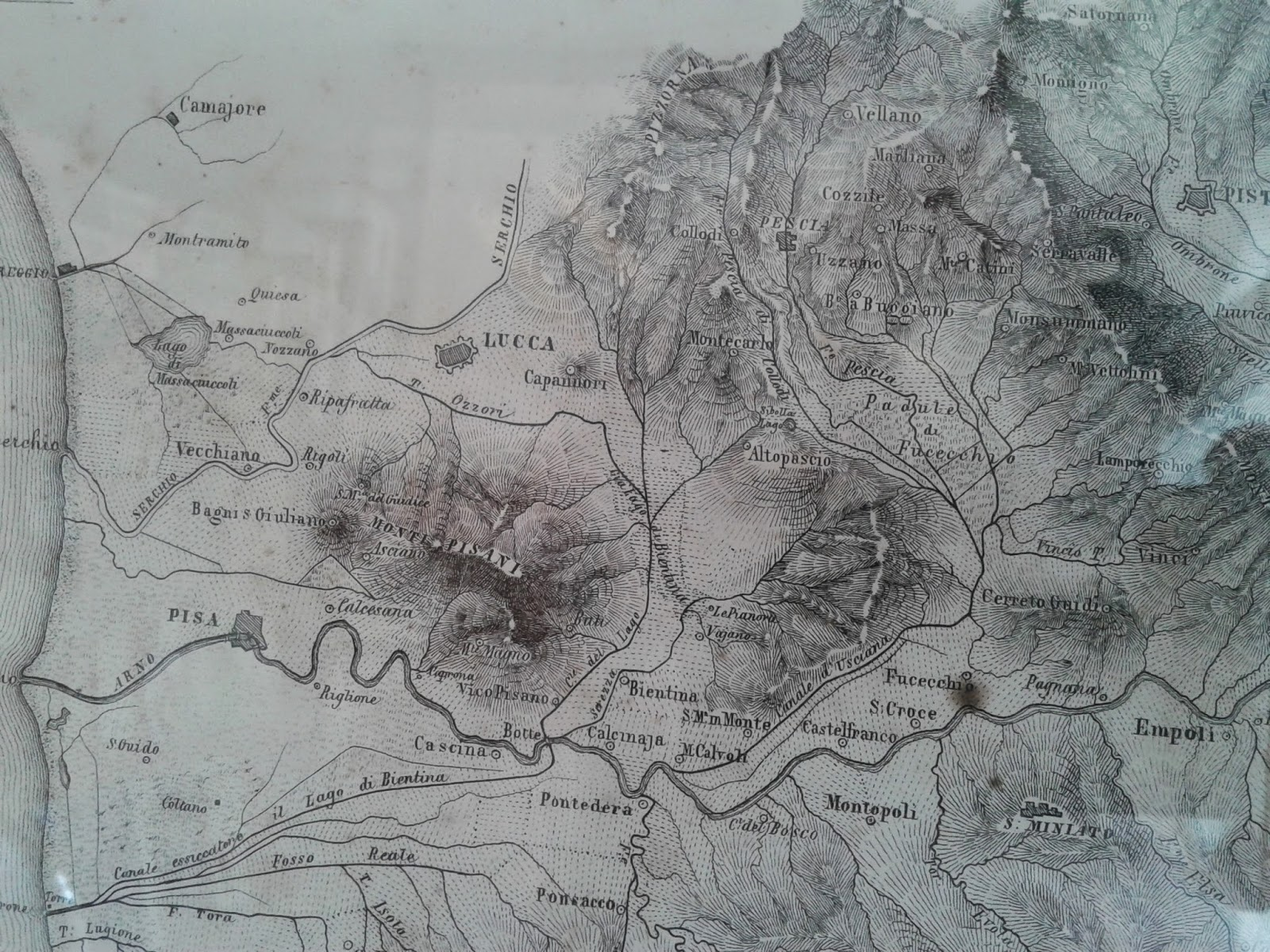
Mapa del anterior Lago di Bientina y zona circundante a finales del, luego de ser drenado, mostrando canales y La Botte

La tierra drenada se convirtió en tierra de cultivo y se dividió entre los agricultores arrendatarios en la época de la unificación italiana. Sin embargo, a medida que pasaron los años, la eficiencia del sistema de drenaje comenzó a disminuir debido a fugas y fallas mecánicas, y para 1907 fue necesario establecer una comisión para instalar bombas mecánicas para garantizar el drenaje continuo de la antigua zona de Lago di Bientina. Entre 1915 y 1930, se realizaron trabajos adicionales para ensanchar y profundizar los canales que conducen desde la región hacia La Botte y el drenaje debajo del Arno.
La degradación del sistema de drenaje se aceleró por el desarrollo de la industria de la posguerra y un aumento de la descarga civil en la región, y para 1967 el área estaba en peligro de volver a ser un pantano. Esta situación se consideró insostenible debido a la gran población y la importante industria apoyada en el antiguo lecho del lago. Se elaboró un plan para mantener la recuperación del lecho del lago di Bientina y se presentó al Ministerio de Agricultura y Silvicultura en 1974. Sin embargo, este plan no se llevó a cabo en su totalidad y el área, principalmente tierras de cultivo, todavía sufre inundaciones regulares después de fuertes lluvias. En la estación seca, sin embargo, el único rastro del lago se encuentra en los canales de la región y una pequeña colina en el centro de la llanura, que anteriormente era una isla llamada isla de San Benito.